# Coinches
Coinches település Franciaországban, Vosges megyében. Lakosainak száma 349 fő (2022. január 1.). Coinches Raves, Remomeix, Ban-de-Laveline, La Croix-aux-Mines és Entre-deux-Eaux községekkel határos.

## Népesség
A település népességének változása:
| Lakosok száma | 348  | 351  | 355  | 360  | 357  | 355  | 352  | 349  | 349  |
|               | 2013 | 2015 | 2016 | 2017 | 2018 | 2019 | 2020 | 2021 | 2022 |